# Patrice Lauzon
Patrice Lauzon (Montréal, 26 novembre 1975) è un ex danzatore su ghiaccio canadese.

## Palmarès
GP: Champions Series / Grand Prix

### Con Marie-France Dubreuil
| Internazionali                    | Internazionali | Internazionali | Internazionali | Internazionali | Internazionali | Internazionali | Internazionali | Internazionali | Internazionali | Internazionali | Internazionali | Internazionali |
| Evento                            | 95–96          | 96–97          | 97–98          | 98–99          | 99–00          | 00–01          | 01–02          | 02–03          | 03–04          | 04–05          | 05–06          | 06–07          |
| --------------------------------- | -------------- | -------------- | -------------- | -------------- | -------------- | -------------- | -------------- | -------------- | -------------- | -------------- | -------------- | -------------- |
| Giochi olimpici invernali         |                |                |                |                |                |                | 12°            |                |                |                | R              |                |
| Campionati mondiali               |                |                |                |                | 10°            | 11°            | 10°            | 10°            | 8°             | 7°             | 2°             | 2°             |
| Campionati dei Quattro continenti |                |                |                |                | 2°             | 3°             |                | 4°             | 2°             |                |                | 1°             |
| GP Finale                         |                |                |                |                |                | 6°             | 6°             | 6°             | 6°             | 5°             | 3°             | 2°             |
| GP Cup of China                   |                |                |                |                |                |                |                |                |                | 3°             |                |                |
| GP Cup of Russia                  |                |                | 6°             |                | 5°             | 6°             |                |                |                |                |                |                |
| GP Lalique                        |                |                |                | 6°             |                |                |                |                | 2°             |                |                |                |
| GP NHK Trophy                     |                |                |                |                |                |                | 4°             |                |                |                | 1°             | 1°             |
| GP Skate Canada                   |                |                |                |                | 4°             | 3°             |                | 2°             | 3°             | 2°             | 1°             | 1°             |
| GP Spark./Bofrost                 |                |                |                | 8°             |                |                | 2°             | 4°             |                |                |                |                |
| Bofrost Cup                       |                |                |                |                |                |                |                |                | 1°             |                |                |                |
| Czech Skate                       |                |                | 1°             |                |                |                |                |                |                |                |                |                |
| Golden Spin                       |                | 2°             |                |                |                |                |                |                |                |                |                |                |
| Lysiane Lauret Challenge          |                |                | 11°            |                |                |                |                |                |                |                |                |                |
| Schäfer Memorial                  |                | 6°             |                |                |                |                |                |                |                |                |                |                |
| Nazionali                         |                |                |                |                |                |                |                |                |                |                |                |                |
| Campionati canadesi               | 6°             | 4°             | 4°             | 4°             | 1°             | 2°             | 2°             | 2°             | 1°             | 1°             | 1°             | 1°             |
| R = Ritirati                      |                |                |                |                |                |                |                |                |                |                |                |                |

### Con Chantal Lefebvre
| Internazionali                       | Internazionali | Internazionali |
| Evento                               | 1993–94        | 1994–95        |
| ------------------------------------ | -------------- | -------------- |
| Campionati mondiali                  | 4°             |                |
| Grand Prix International St. Gervais |                | 3°             |
| Nebelhorn Trophy                     |                | 3°             |
| Nazionali                            |                |                |
| Campionati canadesi                  |                | 5°             |